# Gigantactis
Gigantactis – rodzaj głębinowych ryb z rodziny Gigantactinidae. Nazwa rodzaju pochodzi od greckich słów γίγας (gigas) = „wielki” oraz ακτις (aktis) = „promień” i odnosi się do wielkiego wabika (illicium) charakteryzującego te ryby.
Ryby te występują w batypelagialu wszystkich oceanów. Łowione są rzadko, część gatunków opisano na podstawie pojedynczych okazów. Jak inne żabnicokształtne, ryby z rodzaju Gigantactis są drapieżne i mają zdolność do bioluminescencji dzięki symbiotycznym bakteriom znajdującym się w narządzie świetlnym na końcu przekształconego w wabik (illicium) pierwszego promienia płetwy grzbietowej, u tego rodzaju niezwykle długiego, czasem trzykrotnie przekraczającego długość ciała ryby.

## Charakterystyka
U Gigantactis występuje dymorfizm płciowy; samice są większe od samców. Samice Gigantactis jak na warunki głębinowe są dużymi rybami, o wyróżniającym je wśród pozostałych ryb żabnicokształtnych wydłużonym kształcie ciała. Mają stosunkowo małą głowę (jej długość, mierzona od czubka pyska do podstawy płetwy piersiowej, wynosi około 25% długości standardowej) i wydłużony trzon ogona. Rzucającą się w oczy cechą jest niezwykle długie illicium, często przekraczające długość całego ciała ryby. Najkrótsze jest u G. longicirra (około 40–100% SL), najdłuższe u G. macronema (340–490% SL). Poszerzony koniec illicium (esca) pełni funkcję fotoforu i zawiera, jak u wielu innych żabnicokształtnych, bioluminescencyjne bakterie. U podobnego rodzaju Rhynchactis brak fotoforu na końcu illicium i tym samym niezdolność do wytwarzania bioluminescencji.
Liczba promieni płetwy piersiowej 5; płetwy grzbietowej 3–10; płetwy odbytowej 3–8; płetwy ogonowej 9. W budowie szkieletu tych ryb wyróżnia je brak lemiesza, os mesopterygoideum i skostniałej łopatki. Preoperculum zredukowane do krótkiej i wąskiej beleczki kostnej; interoperculum zredukowane, pozbawione więzadłowego połączenia z kością kątową.
Samce Gigantactis charakteryzują się bardzo słabo rozwiniętymi oczami o średnicy nie przekraczającej 5% SL ryby. Ich narząd węchu jest za to dobrze rozwinięty, co jest podstawą dla przypuszczeń, że poszukiwanie samicy odbywa się głównie dzięki temu zmysłowi. Nozdrza przednie są umieszczone blisko siebie, kości przedszczękowe uległy uwstecznieniu. Uzębienie samców dobrze wykształcone, zęby długie i zakrzywione: 2–4 górne i 3–5 dolne.

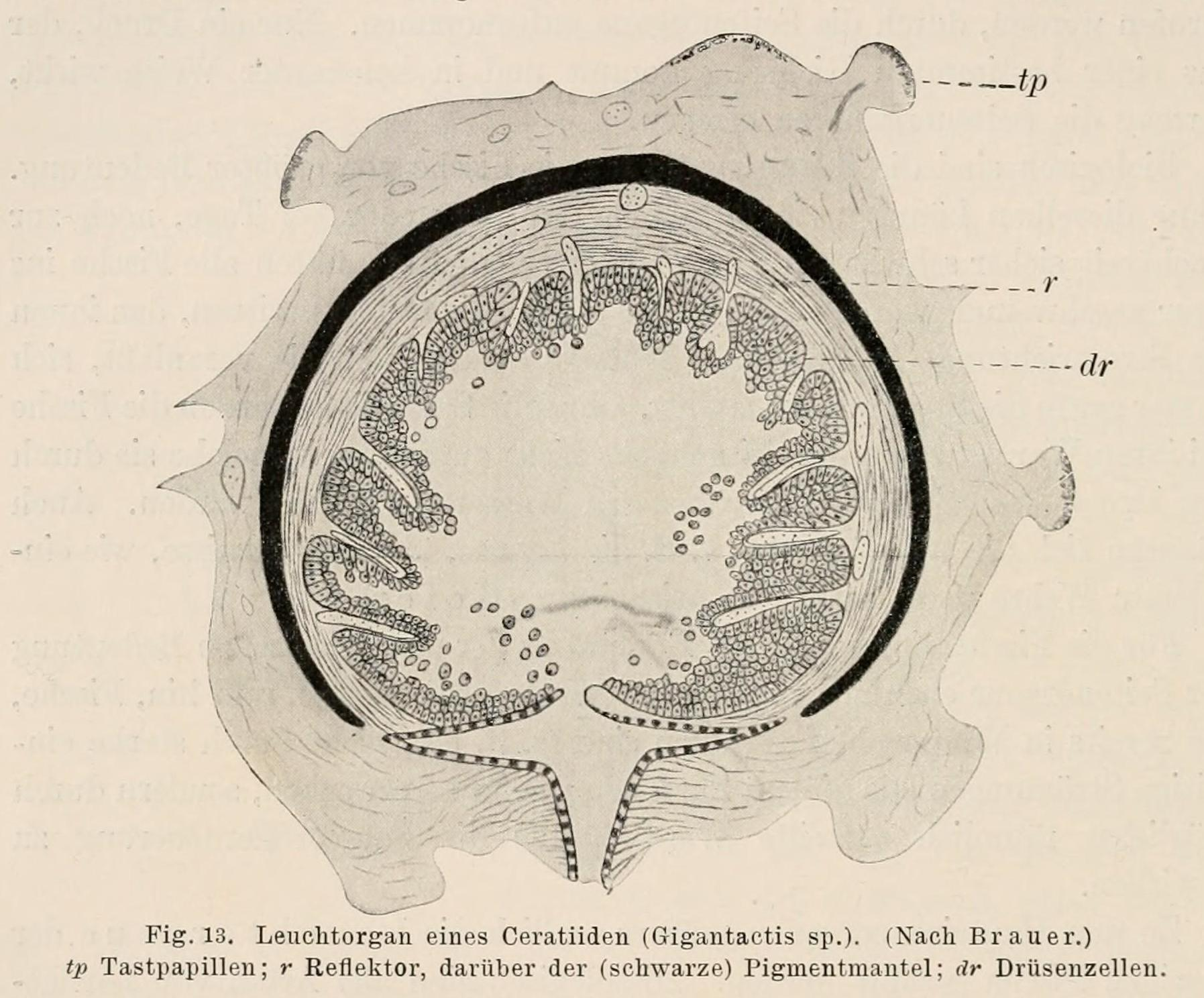
Budowa fotoforu u Gigantactis sp. Tastpapillen – brodawki dotykowe; Pigmentmantel – warstwa barwnika; Drüsenzellen – komórki gruczołowe. Wg Brauera (1912)

Samice Gigantactis mają równomiernie brunatne lub czarne zabarwienie ciała, nie licząc niepigmentowanych części esca, jej wyrostków i trzonu illicium. Wnętrze jamy gębowej jest mniej lub bardziej pigmentowane. Samce również są brunatne lub czarne. Zabarwienie larw różni się w zależności od gatunku; G. longicirra nie mają ziaren podskórnego barwnika, inne gatunki mogą mieć liczne ziarna melanoforów.
Różnice międzygatunkowe opierają się na budowie wabika (illicium) i jego zakończenia, zwanego esca; liczbie promieni płetw; kształcie płetwy ogonowej i liczbie oraz układzie zębów.
Pietsch podzielił gatunki z rodzaju Gigantactis na trzy grupy:
- grupa G. macronema (najdłuższe illicium, najmniej szeregów zębów i ogólnej liczby zębów w kości szczękowej, najmniej promieni płetwy grzbietowej, najmniej złożony aparat wabiący): G. macronema, G. microdontis, G. ios;
- grupa G. vanhoeffeni (najkrótsze illicium, zbliżona budowa esca): G. vanhoeffeni, G. meadi, G. gibbsi, G. gracilicauda, G. paxtoni;
- grupa G. gargantua (podobna morfologia esca, stosunkowo długie illicium, wydłużone promienie 2. i 7. płetwy ogonowej): G. gargantua, G. watermani; G. herwigi.

Ponadto opisał cztery trendy morfologiczne, obserwowane w rodzinie Gigantactinidae:
1. zwiększanie długości illicium
2. redukcja liczby promieni płetwy grzbietowej
3. utrata zębów w szczęce
4. wzrost złożoności aparatu wabiącego, wyrażony większą liczbą filamentów illicium i na powierzchni esca[4].

## Występowanie
Gatunki z rodzaju Gigantactis występują we wszystkich oceanach, od wybrzeży południowej Grenlandii po równoleżnik 50°S w Oceanie Atlantyckim. Zdecydowana większość osobników została złowiona na głębokościach powyżej 1000 m, co czyni z nich najgłębiej żyjące żabnicokształtne o pionowym zasięgu występowania w granicach 1000 do przynajmniej 2500 m.

## Ekologia
Podobnie jak w przypadku innych ryb żabnicokształtnych, ekologia Gigantactis jest słabo poznana. Tak jak pozostali przedstawiciele rzędu są drapieżne, odżywiając się prawdopodobnie głównie rybami i skorupiakami. Analiza zawartości przewodu pokarmowego złapanych ryb była jednak nierozstrzygająca. W materiale przebadanym przez Bertelsena i wsp. (1981) tylko u dziewięciu samic w żołądkach znajdywały się niewielkie ilości pelagicznych organizmów. Na treść żołądków zbadanych przez Fitcha i Lavenberga (1968) okazów G. macronema składały się pelagiczne ryby (Cyclothone acclinidens, Triphoturus mexicanus, Bathylagus stilbius), głowonogi (np. Vampyroteuthis) i różne inne bezkręgowce. Pojedyncze obserwacje dokonane w 2005 roku (Woods Hole Oceanographic Institution) świadczą o tym, że ryby z tego rodzaju (G. vanhoeffeni bądź G. perlatus) unoszą się nieruchomo w strefie bentonicznej, wabiąc zdobycz długim illicium. Udokumentowano, że ryba pływa wówczas odwrócona, stroną grzbietową do dna.
U jednej ryby z gatunku G. macronema zidentyfikowano cztery pasożytnicze bądź też będące komensalami organizmy zaliczone do strzykw z gatunku Rynkatorpa pawsoni.

## Rozród
U Gigantactinidae nie obserwowano pasożytnictwa samców na samicach i wydaje się, że samce prowadzą wolny tryb życia. U dojrzałych płciowo samic (mających ponad 20 cm długości) występują stosunkowo duże jajniki, ale żadne z nich nie zawierały dojrzałych lub dojrzewających jaj. Larwy planktoniczne.

## Klasyfikacja
Gatunki zaliczane do tego rodzaju:
- Gigantactis balushkini Kharin, 1984

Gatunek znany z pojedynczego okazu (holotyp ZIN 46022) złowionego w 1984 roku u północnych wybrzeży Honsiu (40°52,8'N, 142°20,8'E) na głębokości 1210 m. Złowiona samica miała 2,87 cm długości. Nazwany na cześć ichtiologa Arkadego Baluszkina z Instytutu Zoologicznego Rosyjskiej Akademii Nauk w St. Petersburgu.
- Gigantactis elsmani Bertelsen, Pietsch & Lavenberg, 1981

Jeden z dwunastu nowych dla nauki gatunków przedstawionych w pracy Erika Bertelsena i wsp. z 1981 roku. Opisany na podstawie pojedynczego okazu złowionego w północno-wschodniej części Pacyfiku u wybrzeży Japonii. Złowiona samica miała 38,4 cm długości. Znany też z Morza Ochockiego i wód Australii. Inny okaz znaleziono na targu rybnym w Dahsi, Ylian na Tajwanie. Nazwany na cześć Kaia L. Elsmana.
- Gigantactis gargantua Bertelsen, Pietsch & Lavenberg, 1981

Opisany na podstawie okazu LACM 6903-32 złowionego przy dnie w lokalizacji 32°16'N, 117°43'W (południowo-zachodni Pacyfik, San Clamente) przez Bertelsena i wsp. Znany też z wód Japonii, Hawajów i wschodniej części Oceanu Indyjskiego.
- Gigantactis gibbsi Bertelsen, Pietsch & Lavenberg, 1981

Ryba opisana przez Bertelsena i wsp. w oparciu o okaz samicy długości 5 cm (ZIN 44262), złowiony w Zatoce Gwinejskiej w lokalizacji 2°01'N, 3°56'W na głębokości poniżej 465 m. Znana też z kolejnego okazu złowionego w północno-zachodnim Atlantyku.
- Gigantactis golovani Bertelsen, Pietsch & Lavenberg, 1981

Gatunek opisany przez Bertelsena i wsp. znany z południowego Atlantyku (2°27'S, 19°00'W); holotyp ISH 2250-1971.
- Gigantactis gracilicauda Regan, 1925

Gatunek opisany przez Regana w 1925 roku. Złowiona w Atlantyku (w lokalizacji 13°46'N, 61°26'W) ryba miała całkowitą długość 10,7 cm); znana jest tylko z jednego okazu (ZMUC P92129).
- Gigantactis herwigi Bertelsen, Pietsch & Lavenberg, 1981

Pojedynczy okaz, ISH 972-1968, został opisany przez Bertelsena i wsp. Złowiony w południowym Atlantyku w lokalizacji 4°43'S, 26°39'W, na głębokości mniejszej niż 2000 m. Nazwa upamiętnia statek badawczy "Walther Herwig".
- Gigantactis ios Bertelsen, Pietsch & Lavenberg, 1981

Gatunek znany z trzech okazów, z których największy to samica o SL 5,7 cm. Holotypowy okaz BMNH 1977.9.13.1 złowiony w północno-wschodnim Atlantyku, w lokalizacji 29°49'N, 23°00'W (stacja badawcza Discovery 7856) na głębokości między 1005 a 1250 m p.p.m. Inny okaz został złowiony u wybrzeży Madery.
- Gigantactis kreffti Bertelsen, Pietsch & Lavenberg, 1981

Holotypowy okaz ISH 1099-1971 złowiony w lokalizacji 39°19'S, 3°15'W (Walther Herwig station 406/71) na głębokości mniejszej niż 200 m p.p.m. Odnotowano kilka dalszych ryb tego gatunku, w południowo-wschodnim Atlantyku i północno-zachodnim Pacyfiku. Największa samica miała 25,2 cm SL.
- Gigantactis longicauda Bertelsen & Pietsch, 2002

Gatunek opisany przez Bertelsena i Pietscha w 2002 roku na podstawie pojedynczego okazu niedojrzałej płciowo samicy. Holotyp ISH 5539-1979 złowiony w lokalizacji 23°46'N, 58°59'W, na głębokości 500–1200 m p.p.m. illicium długości 330% SL; esca o kształcie zbliżonym do kulistego, w dalszej części pigmentowana, wyposażona w dwie pary szpatułkowatych wyrostków.
- Gigantactis longicirra Waterman, 1939

Gatunek opisany przez Watermana w 1939 roku. Holotyp MCZ 35065 pochodził z północno-zachodniej części Atlantyku (39°06'N, 70°16'W), złowiony na głębokości ponad 2860 m p.p.m. Złowiono co najmniej dziesięć okazów tego gatunku. Największa odnotowana standardowa długość tej ryby to 22,1 cm (samica złowiona w Zatoce Świętego Wawrzyńca).
- Gigantactis macronema Regan, 1925

Jeden z dwóch gatunków rodzaju opisanych przez Regana w 1925 roku. Holotyp ZMUC P92130 złowiony na głębokości około 2500 m, w lokalizacji 31°47'N, 41°41'W. Maksymalna SL 11,7 cm. Illicium długości 340-447% SL. Gatunek znany ze środkowowschodniego i południowo-zachodniego Atlantyku oraz północno-wschodniego Pacyfiku.
- Gigantactis meadi Bertelsen, Pietsch & Lavenberg, 1981

Opisany na podstawie ryby złowionej w południowo-zachodnim Oceanie Indyjskim (34°14'S, 64°56'E). Poza holotypem MCZ 52572 znanych co najmniej tuzin innych okazów. Największy z nich miał 28,8 cm standardowej długości. Nazwa gatunkowa honoruje ichtiologa Gilesa W. Meada.
- Gigantactis microdontis Bertelsen, Pietsch & Lavenberg, 1981

Gatunek znany z ośmiu okazów, w tym holotypu (MCZ 54574, złowiony w lokalizacji 15°12'S, 75°44'W), opisanego przez Bertelsena i wsp. w 1981 roku. Maksymalna SL samicy wynosiła 12,7 cm; długość illicium 216–240% SL.
- Gigantactis microphthalmus (Regan & Trewavas, 1932)

Pojedynczy okaz tej ryby (holotyp ZMUC P92127) złowiony podczas ekspedycji statku badawczego "Dana" w Atlantyku w lokalizacji 8°26'N, 15°11'W, na głębokości około 2500 m p.p.m.
- Gigantactis paxtoni Bertelsen, Pietsch & Lavenberg, 1981

Gatunek (holotyp AMS I.20314-018) opisany z wód Australii, w lokalizacji 33°28'S, 152°33'E, 100 km na wschód od Broken Bay. Nazwany na cześć australijskiego ichtiologa Johna Paxtona. Kolejne okazy tego gatunku również łowiono u wybrzeży Australii i Nowej Zelandii. Samice osiągają do 29,5 cm standardowej długości. Długość illicium stanowi 168–198% SL.
- Gigantactis perlatus Beebe & Crane, 1947

Gatunek opisany przez Williama Beebe'a i Jocelyn Crane w 1947 roku. Holotypowy okaz SU 46487 złowiony 11 mil na południowy zachód od wyspy Jicaron, Panama, w lokalizacji 7°08'N, 81°57'W, na głębokości 500 sążni. Inne okazy łowiono wodach Japonii, Indonezji i Hawajów, Chile, północno-zachodniego i południowego Atlantyku.
- Gigantactis savagei Bertelsen, Pietsch & Lavenberg, 1981

Gatunek znany z sześciu okazów. Holotypowy LACM 9706-41, opisany w 1981 roku przez Bertelsena i wsp., został złowiony w Pacyfiku (Cortez Bank, 31°40'N, 120°23'W) na głębokości poniżej 650 m p.p.m. Samice osiągają 15 cm długości.
- Gigantactis vanhoeffeni Brauer, 1902

Pierwszy opisany gatunek i jeden z częściej łowionych, mimo to uważany za rzadki. Spotykany w północno-wschodnim Atlantyku, pojedynczy okaz złowiony w lokalizacji 62°39'N, 33°45'W. Nieznany z Morza Śródziemnego. Osobniki tego gatunku złowiono u wybrzeży Grenlandii (wybrzeże Ammassalik, Cieśnina Davisa).
- Gigantactis watermani Bertelsen, Pietsch & Lavenberg, 1981

Holotypowy okaz (ISH 2330-1971) złowiony w lokalizacji 1°04'N, 18°22'W (Walther Herwig station 478/71), na głębokości mniejszej niż 2100 m. Znany też z Nowej Kaledonii. Samice do 9,9 cm długości.

## Historia badań
Rodzaj Gigantactis opisał August Brauer w 1902 roku; gatunkiem typowym jest G. vanhoeffeni. Anatomię tych zwierząt badali m.in. Brauer i Waterman. W 1981 roku Bertelsen, Pietsch i Levenberg dokonali przeglądu znanych okazów ryby i wyodrębnili dwanaście nowych gatunków. W 2002 roku dokonano pierwszych obserwacji tych ryb w środowisku naturalnym. Wciąż opisywane są nowe gatunki; ostatnio G. longicauda w 2002 roku.